# Nikobaren
Die Nikobaren (auch Nicobaren) sind eine zum indischen Unionsterritorium Andamanen und Nikobaren gehörende Inselgruppe im Golf von Bengalen.
Sie haben eine Fläche von insgesamt 1841 km² und 36.819 Einwohner (Zählung 2011). Davon sind 65 % – also etwa 24.000 – einheimisch, der Rest stammt meist aus Indien. Nur 12 der 22 Inseln sind bewohnt.

## Geografie
Die Nikobaren liegen über 100 km südlich der Inselgruppe der Andamanen, über 600 km westlich der Malaiischen Halbinsel, ungefähr 200 km nördlich der indonesischen Insel Sumatra und über 1300 km südöstlich vom indischen Subkontinent. Im Norden erstreckt sich, entlang dem 10. Breitengrad, die Zehn-Grad-Straße und im Osten die Andamanensee. Im Nordosten beginnt der Golf von Bengalen.
Die Inseln sind in drei Gruppen angeordnet:
- die Nordgruppe:
  - Car Nicobar (126,9 km²)
  - Battimaly (2,01 km², unbewohnt)
- die mittlere Gruppe:
  - Bompuka (Poahat) (13,3 km²)
  - Camorta (188,2 km²)
  - Chowra (8,2 km²)
  - Isle of Man (Laouk) (0,01 km², unbewohnt)
  - Katchal (174,4 km²)
  - Nancowry (auch Nancowrie) (66,9 km²)
  - Teressa (101,4 km²)
  - Tillangchong (16,84 km², unbewohnt)
  - Trinket (bis 2004 86,3 km², nach dem Tsunami weniger)
- die Südgruppe, durch den Sombrero-Kanal von der mittleren Gruppe getrennt:
  - Groß Nikobar (1045,1 km², die größte der Nikobaren)
  - Klein Nikobar (159,1 km²)
  - Kondul (4,6 km²)
  - Meroe (0,52 km²), Kabra (0,52 km²), Megapod und Pigeon (0,2 km², alle unbewohnt)
  - Menchal (1,30 km²)
  - Trak (0,26 km²)
  - Treis (0,26 km²)
  - Pulomilo (Pillomilo) (1,3 km²)

Hauptort ist Nancowrie (auch: Nancowry, Nan Cowrie).
Die Nikobaren bilden einen von drei Distrikten des Unionsterritoriums Andamanen und Nikobaren.

## Geschichte

### Frühe Geschichte
Die Inseln sind bereits seit prähistorischer Zeit besiedelt, die einheimische Bevölkerung spricht verschiedene nikobarische Sprachen.
Der Name „Nikobar“ stammt wahrscheinlich aus Beschreibungen der tamilischen Chola-Dynastie, bedeutet auf Tamilisch „nackter Mann“ und ist für 1050 n. Chr. nachgewiesen.
Erste Hinweise auf Handel mit den Inseln lieferte der Chinese Yi Jing im 7. Jahrhundert. Der Arabische Händler Suleiman hält auf seinem Weg nach Südchina im Jahre 851 seine Beobachtungen fest.
Arabische Schiffe tauschten Nahrungsmittel mit Eisen und Stoff, aber auch mit dem sehr wertvollen Ambra, das bis nach Burma und China gehandelt wurde. Auch burmesische und malayische Schiffe fuhren die Nikobaren an.
Rajendra I., König des tamilischen Reichs der Chola, dehnte zwischen 1014 und 1025 seine Herrschaft auf die Nikobaren aus.
Ab dem frühen 16. Jahrhundert verkehrten europäische Schiffe auf den Routen des Gewürzhandels im Golf von Bengalen und liefen die Inseln an, darunter portugiesische Schiffe von Malakka, die auch Missionare brachten. Im April 1602 erreichte die erste Flotte der Britischen Ostindien-Kompanie unter der Führung von James Lancaster die Nikobaren, bevor sie weiter zu den Molukken fuhr.

### Kolonialzeit

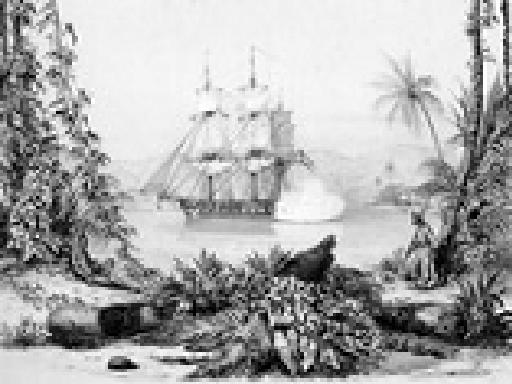
Das dänische Schiff Galathea vor den Nikobaren (19. Jhdt.)

Mit Dänemark erhob die erste europäische Kolonialmacht Ansprüche: die Dänische Ostindien-Kompanie versuchte ab 1754/56, die Inseln wiederholt von ihrem indischen Stützpunkt Tranquebar aus zu kolonisieren. Durch den Ausbruch der Malaria wurden die Versuche immer wieder unterbrochen: 1784–1807/09, 1830–1834 und schließlich ab 1848. Die Nikobaren waren schließlich die letzte Kolonie Dänemarks in Südasien. Im Zusammenhang mit den dänischen Kolonisierungsversuchen befand sich dort von 1768 bis 1787 ein Missionsstützpunkt der Herrnhuter Brüdergemeine.
Für diese Zeit wird der ausgeprägte Handel zwischen den Inseln erstmals durch Europäer belegt.
1778 erhob die Triestiner Ostindische Handelskompanie Ansprüche auf vier Nikobaren-Inseln (Nancowry, Kamorta, Trinket und Katchal), die zu österreichischen Kronkolonien erklärt wurden, wobei Dänemark seine Ansprüche nie aufgegeben hatte und Protest einlegte. Eine nikobarische Insel, Teressa, trägt heute noch den Namen der österreichischen Erzherzogin Maria Theresia. Die österreichischen Bemühungen endeten 1784 erfolglos.
1846 lief das Forschungsschiff Galathea (u. a. mit dem dänischen Geologen Hinrich Johannes Rink) auf ihrer Erdumseglung die Inseln an. 1858 führte die österreichische Novara-Expedition auf den Inseln Untersuchungen durch.
Dänemark gab seinen Anspruch durch königliche Resolution von 1868 auf, wonach die Inseln nicht mehr als dänisches Hoheitsgebiet betrachtet wurden.
Zu dieser Zeit propagierten die Berliner Kolonialenthusiasten Ernst Friedel, Otto Kersten und Franz Maurer u. a. die Kolonialisierung der Nikobaren durch Preußen. Sie veröffentlichten jeder ein Buch zu einem Überseegebiet, das ihnen für eine Kolonialisierung frei und geeignet schien. Maurer schlug in seinem Buch, das nach umfangreichen Studien u. a. in Kopenhagen und einer regen Korrespondenz mit der Brüdergemeine entstand, die Nikobaren als Kolonie vor. Darauf entbrannte eine Debatte über die Machbarkeit zwischen Georg Ritter von Frauenfeld einerseits und Maurer sowie Karl Ritter von Scherzer andererseits.
Solche Erörterungen erübrigten sich, denn 1869 wurden die Nikobaren von Großbritannien vereinnahmt und Britisch-Indien zugeschlagen. Mit Nan Cowrie entstand eine feste Siedlung auf Car Nikobar. Regiert wurde die geringe Bevölkerung der Nikobaren vom Chief Commissioner der Andamanen in Port Blair, der auf den Nikobaren durch einen Agenten auf Car-Nicobar vertreten war. Die Hauptaufgabe dieses Agenten bestand darin, die Verbindung zur einheimischen Bevölkerung aufrechtzuerhalten und für Recht und Ordnung zu sorgen. Vor dem Zweiten Weltkrieg wurde dann der Agent durch einen Assistant Commissioner ersetzt.

### Zweiter Weltkrieg
Im Frühjahr 1942 wurden die Nikobaren wegen der drohenden Besetzung durch die Japaner von den Briten verlassen. Die wenigen auf den Nikobaren stationierten britischen Offiziere bekamen den Befehl, sich nach Port Blair abzusetzen, um von dort aus mit den Briten der Andamanen zum indischen Festland gebracht zu werden. Auf der Fahrt nach Port Blair lief ihr kleines Schiff, die Sophie Marie, auf eine britische Mine und sank mit der gesamten Besatzung. Die Briten hatten in den Gewässern der Andamanen Minen gegen eine japanische Invasion gelegt.
Die Japaner landeten am 13. und 14. Juni 1942 auf den Nikobaren (→ Operation D). Ein Hauptquartier der Kaiserlichen Japanischen Marine mit der Bezeichnung 12. Marinebasis unter einem Vizeadmiral wurde auf den Nikobaren eingerichtet und fungierte auch als Militärregierung für die japanisch besetzten Inseln. Das japanische Marinehauptquartier auf den Nikobaren unterstand dem japanischen Marinehauptquartier in Singapur, während die japanische Zivilverwaltung auf den Andamanen der 12. Marinebasis auf den Nikobaren unterstand.
Die Japaner installierten das den Achsenmächten treu ergebene Regime der Indian National Army (INA), die sich zu einem großen Teil aus Indern rekrutierte, die im britisch kolonisierten Malaya geboren waren. Es übte die zivile Verwaltung aus, weshalb die Propaganda der INA den Anspruch erhob, für Inder ein unabhängiges Territorium erkämpft zu haben.
Die japanische Anwesenheit auf den Nikobaren beschränkte sich auf Car Nikobar, da sich auf dieser Insel alle militärisch wichtigen Einrichtungen der Inselkette wie Hafenplätze und Flugpisten befanden. In den ersten drei Wochen auf Car Nikobar bauten die Japaner unter Mithilfe der Einheimischen eine fast einhundert Meter lange Landungsbrücke und eine Flugpiste; auch mit dem Bau von Straßen wurde begonnen.
Ab September 1943 begannen Luftangriffe der Alliierten auf die Nikobaren, da die Inseln als japanische Marinebasis den britischen Schiffsverkehr in der Bucht von Bengalen bedrohten. Zahl und Stärke der Luftangriffe nahmen im Lauf der Jahre 1944 und 1945 zu. Am 20. November 1944  versenkte das britische U-Boot Tally-Ho 30 Seemeilen östlich der Südspitze von Groß Nikobar den japanischen Hilfs-Minenleger Ma 4. In dieser Zeit wurden im Seegebiet um die Nikobaren einige japanische Schiffe von britischen U-Booten versenkt.
Vom 28. Juli bis 13. August 1945 wurden etwa 100 Nikobaresen von den Japanern wegen Spionage hingerichtet. Die Japaner glaubten, die gezielten Luftangriffe und auch Angriffe von Kriegsschiffen der Alliierten auf Car Nikobar seien auf Lichtsignale der Einheimischen an alliierte Unterseeboote zurückzuführen. Diese Lichtsignale hat es allerdings nie gegeben; die Genauigkeit der Angriffe waren einer guten Fotoaufklärung mit Aufklärungsflugzeugen zu verdanken.
Am 18. Oktober 1945 kapitulierten die japanischen Truppen auf den Nikobaren. Die Japaner hinterließen eine Landungsbrücke, Flugpisten und mehr als 60 Kilometer Straßen.

### Nachkriegszeit
Mit der Unabhängigkeit Indiens 1947 endete die britische Herrschaft. Zusammen mit den Andamanen wurden die Nikobaren 1950 zum indischen Unionsterritorium Andamanen und Nikobaren.
Die Nikobaren waren am Vorabend der Unabhängigkeit Malaysias unter den etwa 10.000 Eurasians und Britasians in British Malaya, malaiisch-europäische Mischlinge, Gegenstand eines angedachten Kolonisierungsprojekts, mit dem diese einer drohenden einseitigen Machtübernahme der Malaien entgehen wollten. Das Projekt fand aber nur wenige Anhänger, weil die meisten Betroffenen eine Auswanderung nach Australien, Neuseeland oder Kanada vorzogen. Nur wenige Eurasians zogen nach Großbritannien.
Ende Dezember 2004 kam es in der Region als Folge von dem Erdbeben im Indischen Ozean und dem danach folgenden Tsunami an den Küsten zu katastrophalen Verhältnissen und Zerstörungen der lokalen Infrastruktur.

## Ethnografie
Die Ureinwohner der Nikobaren, die Nikobaresen und Shompen, stellen trotz Zuzug vom indischen Festland noch fast zwei Drittel der Bevölkerung.

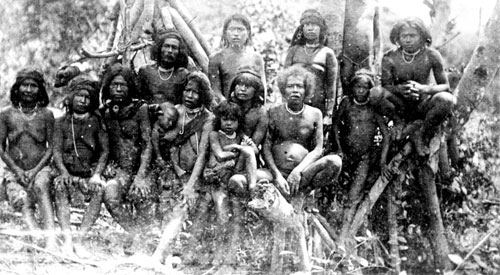
Gruppe vom Volk der Shompen (1886)

Die indigene Bevölkerung lebte vor dem Tsunami 2004 in Dörfern an den Küsten der Inseln. Das Meer war die Hauptnahrungsquelle. Die Volkszählung von 2001 hat 28.653 Nikobaresen, v. a. auf Car Nicobar und 398 Shompen auf Groß Nikobar ermittelt.
Einzelne Inseln der Nikobaren und der benachbarten Andamanen waren Jahrzehnte von der indischen Regierung für Besucher gesperrt, um die Urbevölkerung vor unberechenbaren Einflüssen der Zivilisation zu schützen. Auch Forscher haben nur mit Ausnahmegenehmigung Zutritt. Touristen werden auf den Nikobaren nicht geduldet.
Wichtige Objekte aus der Kultur auf den Nikobaren sind im Weltmuseum Wien aufbewahrt. Diese Sammlung stammt aus der Zeit Kaiserin Maria Theresias und ihres ältesten Sohnes Joseph II., als die Nikobaren für knapp fünf Jahre österreichische Kolonie waren. Allerdings ist diese Sammlung seit etwa 2004 im Archiv des Museums. Das einstige Museum für Völkerkunde, 2013 umbenannt zu Weltmuseum Wien, wurde zwischen 2014 und Oktober 2017 neu gestaltet. Die Nikobaren-Sammlung bildet einen Teil der Sammlung Insulares Südostasien.

## Sprachen
Die nikobaresischen oder nikobarischen Sprachen bilden eine Untergruppe der Mon-Khmer-Sprachen, die einen der drei Hauptzweige des Austroasiatischen darstellen. Die acht bis zehn nikobarischen Sprachen werden von rund 27.000 Menschen gesprochen; die größte Sprache ist das auf Car gesprochene Pu. Entgegen früheren Untersuchungen gehört auch die Sprache der Shompen (noch etwa 400 Sprecher im Hinterland von Groß Nikobar) zur nikobarischen Gruppe, allerdings hat sie zu allen anderen den größten Abstand (van Driem 2008).

## Tiere und Pflanzen
Die Inseln beheimateten eine Vielzahl nur hier vorkommender (endemischer) Arten. Auf Groß Nikobar wurde 1989 das Biosphärenreservat „Great Nicobar Biosphere Reserve“ gegründet.
Wichtige Pflanzenarten sind:
- Palmen der Gattung Rhopaloblaste
- Feigenbäume (Ficus)
- Schraubenbäume (Pandanus)
- Stinkbäume (Sterculia)
- Prunkwinden (Ipomea).

Einzigartig und nur auf den Nikobaren finden sich:
- der Baumfarn Cyathea albosetacea
- der Baum Nicobariodendron sleumeri
- und die Orchidee Phalaenopsis speciosa

Wichtige Tierarten sind:

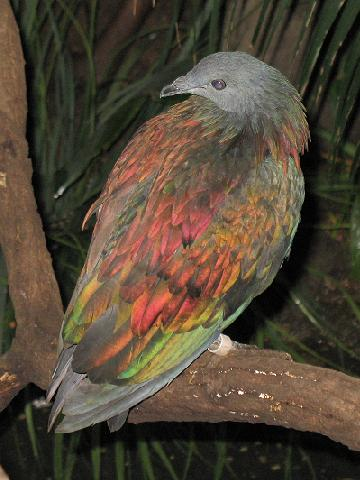
Nikobarentaube (2007)

- Leistenkrokodil (Crocodylus porosus)
- Lederschildkröte (Dermochelys coriacea)
- Nikobaren-Spitzhörnchen (Tupaia nicobarica)
- Amboina-Scharnierschildkröte (Cuora amboinensis)
- Netzpython (Malayopython reticulatus)
- Nikobar-Langschwanzmakak (Macaca fascicularis umbrosa)
- Nikobarentaube (Caloenas nicobarica)
- Nikobaren-Kuckuckstaube (Macropygia rufipennis)
- der Segler Weißnestsalangane (Aerodramus fuciphagus)
- der Singvogel Flaggendrongo (Dicrurus paradiseus)
- Falscher Skorpionfisch (Centrogenys vaigiensis)
- Glühkohlen-Anemonenfisch (Amphiprion ephippium)
- und der zu den Einsiedlerkrebsen gehörende Palmendieb (Birgus latro).[12]

Weiterhin:
- die Schmetterlinge Tirumala limniace und Euploea core
- Weißzahnspitzmäuse (Crocidura)
- die Nikobaren-Inselratte (Rattus burrus)
- das zu den Großfußhühner gehörende Nikobaren-Großfußhuhn (Megapodius nicobariensis)
- die Weißlippen-Bambusotter (Cryptelytrops albolabris)
- die Fledermaus Dunkle Rundblattnase (Hipposideros ater)
- die Eisvögel Storchschnabelliest (Pelargopsis capensis) und Dschungelfischer (Ceyx erithacus)
- sowie der Larvenroller (Paguma larvata), eine Schleichkatze

## Der Tsunami von 2004 und seine Folgen

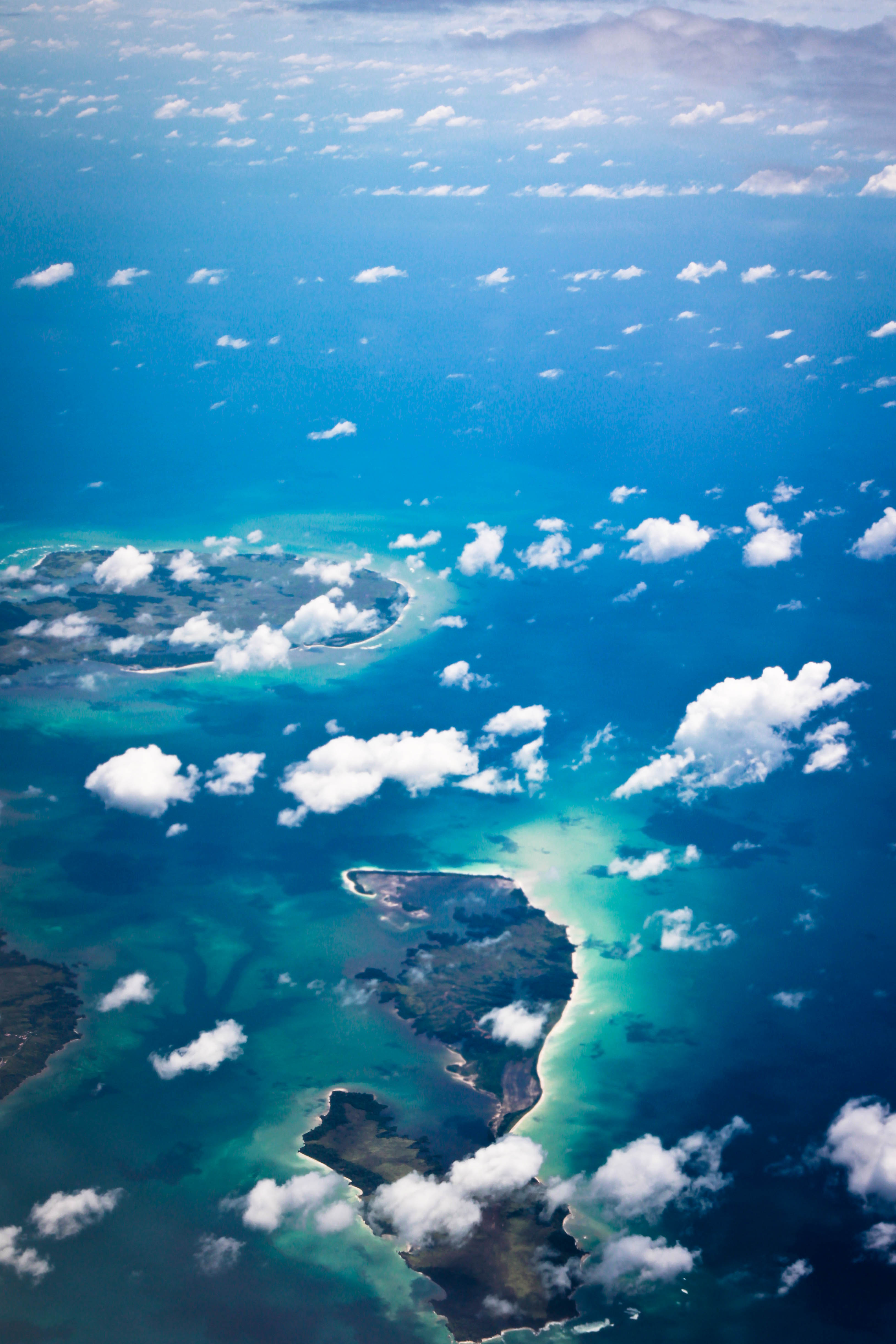
Trinket und Camorta nach dem Tsunami (2012)

Dem verheerenden Tsunami vom 26. Dezember 2004 sind nach offiziellen Angaben 4.405 Nikobaresen zum Opfer gefallen, nach inoffiziellen Angaben hat ein Drittel der einheimischen Bevölkerung (mehr als 6.000) die Katastrophe nicht überlebt. Insgesamt acht bis zu 20 Meter hohe Wellen vernichteten fast alle Dörfer der Nikobaresen, die sich alle an den Küsten der Inseln befanden.
Manche Dörfer sind kaum noch zu lokalisieren. Nach dem Tsunami wurde die Bevölkerung in höher gelegene Notlager auf den größeren Inseln zusammengeführt, einige kleinere Inseln wurden evakuiert. Der Tsunami hat die reiche Kultur der Nikobaresen wohl weitgehend zerstört. Die gut gemeinten Hilfsangebote zahlreicher zum Teil im Wettbewerb liegender Hilfsorganisationen, darunter USAID, World Vision, der Catholic Relief Services, das Welternährungsprogramm der Vereinten Nationen und die indische Regierung, trugen zur weiteren Destabilisierung der nikobaresischen Kultur bei. Die soziale Struktur der Großfamilien, Clans und Stämme ist weitgehend zerbrochen, viele der älteren Menschen sind dem Tsunami zum Opfer gefallen und stehen nicht mehr für Rat und Führung zur Verfügung (vgl. Singh 2006).
Durch Sediment-Umschichtungen infolge des Tsunami-Ereignisses kam es teilweise zu erheblichen geografischen Veränderungen an der Inselgruppe: verschobene Küstenverläufe, Erhebungen des Reliefs, Reduzierung der Fläche, Insel-Teilung in mehrere kleinere (Insel Trinket). Die am stärksten verwüsteten Inseln sind Car Nicobar und Chowra. Auf Car Nicobar gibt es keine landwirtschaftlichen Anbauflächen mehr – die Bewohner beziehen ihre Nahrung von der Insel Little Andaman.
Seit dem Tsunami gab es weitere starke Erdbeben vor den Nikobaren:
- am 24. Juli 2005 mit 7,2 auf der Richter-Skala
- am 10. November 2009 mit 6,0
- am 12. Juni 2010 mit 7,7 und 153 km westlich von den Nikobaren

## Militär
Die strategisch wichtigen Inseln werden von den Indischen Seestreitkräften als Basis genutzt, was zu Konflikten mit der Urbevölkerung führt. Militärflugplätze befinden sich in Port Blair und Car Nicobar. Im Jahr 2012 wurde mit Campbell Bay auf Great Nicobar ein weiterer Platz ausgebaut, die Indian Naval Station (INS) Baaz (Indische Marinestation „Habicht“). Die dortige Start- und Landebahn kann von Flugzeugen bis zur Größe der Lockheed C-130 angeflogen werden, wie sie die Indischen Luftstreitkräfte seit circa 2010 betreiben.